# جون هوارد يودر
جون هوارد يودر (بالإنجليزية: John Howard Yoder)‏ هو أستاذ جامعي وفيلسوف أمريكي، ولد في 29 ديسمبر 1927 في أوهايو في الولايات المتحدة، وتوفي في 30 ديسمبر 1997 في ساوث بند في الولايات المتحدة.